# Economia Ghanei
Format:Economia Ghanei
Economia Ghanei are o bază de resurse diversă și bogată, inclusiv producția și exportul de bunuri cu tehnologie digitală, construcția și exportul de automobile și nave și exportul de resurse diverse și bogate, cum ar fi hidrocarburi și minerale industriale. Acestea au dat Ghanei unul dintre cele mai mari PIB pe cap de locuitor din Africa de Vest.[16][17] Din cauza unei reduceri a PIB-ului, în 2011, Ghana a devenit economia cu cea mai rapidă creștere din lume.[18]
Economia internă din Ghana în 2012 s-a învârtit în jurul serviciilor, care au reprezentat 50% din PIB și au angajat 28% din forța de muncă. Pe lângă industrializarea asociată cu mineralele și petrolul, dezvoltarea industrială în Ghana rămâne de bază, adesea asociată cu materialele plastice (cum ar fi pentru scaune, pungi de plastic, aparate de ras și pixuri).[19] 53,6% din forța de muncă din Ghana a fost angajată în agricultură în 2013.[20][21]
Ghana a început un exercițiu de redenominare a monedei, de la Cedi (₵) la noua monedă, Ghana Cedi (GH₵) în iulie 2007. Rata de transfer este de 1 Ghana Cedi pentru fiecare 10.000 de Cedi.
Ghana este cel mai mare producător de aur din Africa, după ce a depășit Africa de Sud în 2019[22] și al doilea mare producător de cacao (după Coasta de Fildeș).[23] De asemenea, este bogată în diamante, minereu de mangan, bauxită și ulei. Cea mai mare parte a datoriei sale a fost anulată în 2005, dar cheltuielile guvernamentale au fost ulterior permise să crească. Împreună cu o scădere a prețului petrolului, aceasta a dus la o criză economică care a forțat guvernul să negocieze o facilitate de credit extinsă de 920 de milioane de dolari de la Fondul Monetar Internațional (FMI) în aprilie 2015.[24].  